# Alma y Vida Vol. 2 (álbum)
Alma y Vida Vol. 2 es el segundo álbum de estudio de la banda de rock argentina Alma y Vida. Fue publicado en 1972 por la discográfica RCA Vik.

## Lista de canciones
| N.º | Título                                                                         | Duración |  |
| 1.  | «Hoy te queremos cantar» (Carlos Mellino, Gustavo Moretto, Juan Barrueco)      | 3:10     |  |
| 2.  | «Un hombre más» (Carlos Mellino, Esteban Mellino)                              | 3:30     |  |
| 3.  | «No corras Nono» (Juan Barrueco)                                               | 3:25     |  |
| 4.  | «Canción que se viene» (Gustavo Moretto)                                       | 7:30     |  |
| 5.  | «Don Quijote de Barba y Gaban» (Carlos Villalba, Esteban Mellino, José Finkel) | 2:55     |  |
| 6.  | «Para mí no hay Jaula» (Carlos Mellino, Carlos Villalba, Esteban Mellino)      | 5:20     |  |
| 7.  | «Fantasía sobre los Reyes Magos» (Bernardo Baraj, Carlos Mellino)              | 3:45     |  |
| 8.  | «Un sonido Final» (Carlos Mellino, Esteban Mellino)                            | 5:45     |  |

## Integrantes
- Carlos Mellino: Voz, guitarras, órgano
- Bernardo Baraj: Saxos, flauta traversa, voz
- Juan Barrueco: Guitarra eléctrica, voz
- Carlos Villalba: Bajo eléctrico
- Gustavo Moretto: Trompeta, teclados, flauta dulce, voz
- Alberto Hualde: Batería[2]